# Boryszew Spółka Akcyjna Oddział Elana w Toruniu
Boryszew Spółka Akcyjna Oddział Elana w Toruniu (dawniej Zakład Włókien Sztucznych „Elana”, ZWS „Elana”, powszechnie nazywana po prostu Elana) – polski producent włókien poliestrowych. ZWS „Elana” uruchomiono w 1961 roku, był jednym z największych zakładów przemysłowych w Toruniu. W 1993 roku zakład przekształcono w jednoosobową spółkę skarbu państwa. Od 2004 roku jedynym akcjonariuszem Elany są Zakłady Chemiczne i Tworzyw Sztucznych Boryszew SA.

## Historia

### Powstanie ZWS „Elana”
Decyzja o budowie ZWS „Elana” (na licencji brytyjskiej firmy Imperial Chemical Industries) zapadła w 1957 lub 1959 roku. Budowa zakładu była konieczna ze względu na wzrost zapotrzebowania na włókna poliestrowe na rynku krajowym. W 1960 roku rozpoczęto prace przygotowawcze, w połowie kwietnia 1961 roku wmurowano akt erekcyjny pod budowę. Zakłady zaprojektowało Warszawskie Biuro Projektów Budownictwa Przemysłowego. W grudniu 1963 roku rozpoczęto sprowadzanie i montowanie sprzętu. 25 grudnia 1963 roku rozpoczęto produkcję polimeru. Do końca 1963 roku uruchomiono dwa ciągi produkcyjne. Na początku 1964 roku delegacja „Elany” zaprezentowała pierwsze tony włókna ówczesnemu I sekretarzowi KC PZPR Władysławowi Gomułce.
W 1966 roku zdecydowano się na budowę wytwórni dimetylotereftalanu (DMT), wcześniej importowanego. W 1967 roku rozpoczęto produkcję torlenu (jedwabiu poliestrowego), który zastąpił sprowadzany z Wielkiej Brytanii terylen. 13 lutego 1968 roku rozpoczęto produkcję torlenu „W”, używanego do produkcji m.in. lin okrętowych, w 1969 włókna barwionego. W latach 1967–1971 rozpoczęto I etap rozbudowy zakładu. Nową wytwórnię uruchomiono zgodnie z planem w 1971 roku. Do 1968 roku ZWS „Elana” sprzedawała włókna do 50 odbiorców w Polsce. Rok później liczba odbiorców wzrosła do 60. Włókno elanę stosowano w przemyśle lekkim, bawełniczym, lnianym, torlen w jedwabniczym, lnianym, technicznym, dziewiarskim. We wrześniu 1968 roku w zakładzie pracowało 2930 osób.
Na początku lutego 1972 rozpoczęto budowę linii tramwajowej do ZWS „Elana”. W 1974 roku uruchomiono linię tramwajową łączącą Bydgoskie Przedmieście z „Elaną”.
W latach 1971–1976 rozpoczęto drugi etap rozbudowy „Elany”. W ramach rozbudowy zakupiono urządzenia z Essen, uruchomiono kolejną wytwórnię DMT, wybudowano stołówkę. Prace oficjalnie zakończono 28 kwietnia 1975 roku.

### Kryzys w latach 80.
Kolejną rozbudowę ZWS „Elana” zaplanowano na lata 1976–1979. Prace przygotowawcze rozpoczęto w grudniu 1975 roku. W ramach rozbudowy miano wybudować III Wydział Torlenu oraz ujęcie wody na Drwęcy. Do 1979 roku zdołano wykonać połowę prac. 1 czerwca 1979 roku rozpoczęto rozruch częściowo ukończonego III Wydziału Torlenu i III Wydziału Polimeryzacji, oba wydziały rozpoczęły produkcję 17 lipca 1979 roku. Realizację planu zakłócił kryzys gospodarczy. W 1981 roku przewidziano, że rozbudowa zakończy się w 1984 roku. W 1982 roku fabryka znalazła się w kryzysie. Ograniczono produkcję ze względu na trudności z importem surowców, później ze względu na brak pieniędzy na naprawę bądź wymianę przestarzałych maszyn i instalacji. W 1986 roku rozpoczęto plan naprawczy.

### Czasy najnowsze
Pod koniec 1989 roku na IV Ogólnopolskim Forum Zarządów Załóg rozpoczęto dyskusję o przekształceniach własnościowych w fabrykach. W 1993 roku ZWS „Elana” przekształcono w jednoosobową spółkę skarbu państwa. Zmniejszono liczbę pracowników zakładu. W połowie lat 90. zakład popadł w problemy finansowe. W 2001 roku rozpoczęto prywatyzację zakładu. W grudniu 2001 roku akcjonariuszami „Elany” zostali: Zakłady Chemiczne i Tworzyw Sztucznych Boryszew SA i Huta Oława S.A. Od 29 marca 2004 roku Zakłady Chemiczne i Tworzyw Sztucznych Boryszew SA mają 100% akcji. 28 stycznia 2005 roku Spółka Boryszew SA przejęła spółkę Elana SA.

## Znaczenie dla Torunia
Zakład „Elana” wraz z Przędzalnią Czesankową „Merinotex” i Toruńskim Zakładem Urządzeń Okrętowych „Towimor” odegrał dużą rolę w rozwoju gospodarczym Torunia w latach 60. i 70. XX wieku. Budowa zakładu przyczyniła się do budowy osiedla Rubinkowo. Sam zakład finansował część budów oraz wysyłał brygady pracowników do prac fizycznych. W zamian za pomoc pracownicy zakładów otrzymywali przywileje, m.in. otrzymywali krótszy termin oczekiwania na mieszkania lub miały gwarantowane miejsce w przedszkolu. W opinii mieszkańców Rubinkowa ZWS „Elana” uchodzi za „miasto w mieście”, obiekt odgrywający dużą rolę w działalność miasta.
ZWS „Elana” odegrała dużą rolę w rozwój sportu, ochrony zdrowia, oświaty i nauki w Toruniu. Dzięki wsparciu zakładu w 1968 roku rozpoczął działalność ZKS Elana. W 1987 roku przy ul. Bażyńskich oddano do użytku tzw. basen elanowski. ZWS „Elana” współpracowała ze Związkiem Polskich Artystów Plastyków, organizowała Dni Chemika, wydawała gazetę zakładową „Elana”. ZWS „Elana” finansował zakup sprzętu medycznego dla Wojewódzkiego Szpitala Zespolonego i Szpitala Dziecięcego w Toruniu.
Dużą rolę w „Elanie” odgrywało dbanie o sprawy pracownicze. We wrześniu 1980 roku oddano do użytku pierwszy hotel robotniczy „Elany”, drugi w 1982 roku. W 1972 roku przy ul. Panieńskiej oddano do użytku przedszkole dla pracowników „Elany”. Kolejne przedszkola otworzono przy ul. Bażyńskich (1974), Wojska Polskiego, Gagarina (1974). Od 1968 roku zakład finansował również wyjazdy wakacyjne i feryjne. ZWS „Elana” posiadała własne ośrodki wczasowe w Przyjezierzu, Chłapowie, Kijaszkowie, Kamionkach. W sierpniu 1968 roku otworzono ambulatorium dla pracowników „Elany”.

## Wpływ „Elany” na środowisko naturalne do 1989 roku
„Elana” przez wiele lat negatywnie oddziaływała na środowisko naturalne. Problem z zanieczyszczeniami produkowanymi przez zakład zaczęto dostrzegać pod koniec lat 60. W marcu 1971 roku rozpoczęła się rozprawa przeciwko ZWS „Elana” w sprawie zanieczyszczenia Strugi Toruńskiej. W kwietniu 1977 roku zakład ukarano karą finansową za przekroczenie norm zapylenia.
W chwili budowy zakładu nie istniał plan zagospodarowania strefy ochronnej wokół „Elany”. W efekcie w latach 80. „Elana” sąsiadowała z Rubinkowem liczącym wówczas ok. 40 tys. mieszkańców. W 1988 roku odbyła się kontrola, która wykazała obecność siarkowodoru 80 metrów od zbiornika oczyszczalni oraz odnotowano, że „Elana” od kilku miesięcy nie ma zgody na odprowadzanie ścieków do kanalizacji miejskiej. Na początku 1989 roku nakazano uszczelnić zbiornik oczyszczalni, opracować zakładowy program ochrony środowiska naturalnego i prowadzić co kwartał bilans wodno-ściekowy.